# Шуа-Квалити
Шуа-Квалити (груз. შუა კვალითი) — село в Грузии, на территории Зестафонского муниципалитета края (мхаре) Имеретия.

## География
Село находится в западной части Грузии, на левом берегу реки Квирила, на расстоянии 3 километров к юго-западу от города Зестафони, административного центра муниципалитета. Абсолютная высота — 288 метров над уровнем моря.

## Население
По результатам официальной переписи населения 2014 года, в Шуа-Квалити проживало 452 человека (223 мужчины и 229 женщин). В национальной структуре населения грузины составляли 99,8 %, черкесы — 0,2 %.
| Год  | Население, человек |
| ---- | ------------------ |
| 2002 | 2413               |
| 2014 | ↘ 452              |